# Драйка, Йон
Йон Драйка (рум. Ion Draica); род. 5 января 1958, Констанца, Констанца) — румынский борец греко-римского стиля, чемпион Олимпийских игр, чемпион мира, трёхкратный чемпион Европы.

## Биография
Начал заниматься борьбой в 7 лет. В 1976 году победил на чемпионате Румынии среди юниоров. В том же году занял пятое место на чемпионате Европы в возрастной категории espoir (подающих надежды). В 1977 году сенсационно победил на чемпионате Европы среди взрослых и был вторым на чемпионате мира. В 1978 году выиграл всё: чемпионаты мира и Европы, Гран-при Германии, а также чемпионат Европы в возрастной категории espoir. В 1979 году победил на чемпионате Европы и Гран-при Германии, а вот на чемпионате мира остался лишь четвёртым. В 1980 году вновь стал победителем Гран-при Германии, а на чемпионате Европы был только шестым.
На Летних Олимпийских играх 1980 года в Москве боролся в категории до 82 килограммов (средний вес). Выбывание из турнира проходило по мере накопления штрафных баллов: за чистую победу штрафные баллы не начислялись, за победу за явным преимуществом начислялось 0,5 штрафных балла, за победу по очкам — 1 штрафной балл, за ничью — 2 или 2,5 штрафных балла, за поражение по очкам — 3 балла, поражение за явным преимуществом — 3,5 балла, чистое поражение — 4 балла. Если борец набирал 6 или более штрафных баллов, он выбывал из турнира. Титул оспаривали 12 человек. В двух встречах Йон Драйка не боролся сам, исповедуя сугубо оборонительную тактику, и не давал провести приёмов соперникам, оба раза был дисквалифицирован за пассивное ведение борьбы, получил восемь штрафных баллов и выбыл из турнира.
| Круг | Соперник       | Результат | Основание                                               | Время схватки |
| ---- | -------------- | --------- | ------------------------------------------------------- | ------------- |
| 1    | Ян Долгович    | поражение | Дисквалификация обоих за пассивность (4 штрафных балла) | 7:06          |
| 2    | Лейф Андерссон | поражение | Дисквалификация обоих за пассивность (4 штрафных балла) | 7:09          |

В 1981 году стал чемпионом Универсиады, занял третье место на чемпионате мира, был пятым на Гран-при Германии и восьмым на чемпионате Европы. В 1982 году завоевал «серебро» чемпионата мира и «бронзу» чемпионата Европы. В 1983 году был вторым на чемпионате Европы и Гран-при Германии; на чемпионате мира остался четвёртым. В 1984 году выиграл Гран-при Германии и был пятым на чемпионате Европы.
На летней Олимпиаде 1984 года (Лос-Анджелес) вновь выступил в среднем весе. Участники турнира, числом в 15 человек в категории, были разделены на две группы. За победу в схватках присуждались баллы: от 4 баллов за чистую победу и 0 баллов за чистое поражение. Когда в каждой группе определялись три борца с наибольшими баллами (борьба проходила по системе с выбыванием после двух поражений), они разыгрывали между собой места в группе. Затем победители групп встречались в схватке за первое-второе места, занявшие второе место — за третье-четвёртое места, занявшие третье место — за пятое-шестое места. Йон Драйка, победив во всех схватках, стал чемпионом олимпийских игр.
| Круг             | Соперник            | Результат | Основание                                   | Время схватки |
| ---------------- | ------------------- | --------- | ------------------------------------------- | ------------- |
| 1                | Клаус Мюсен         | победа    | 4-4 (по дополнительным критериям) (3 балла) |               |
| 2                | Дэн Чэндлер         | победа    | Пассивность соперника (4 балла)             | 5:38          |
| 3                | —                   | —         | —                                           | —             |
| 4                | Мохаммед эль-Ашрам  | победа    | 3-1 (3 балла)                               |               |
| Финал группы «А» | Сёрен Класон        | победа    | 10-0 (3,5 балла)                            |               |
| Финал            | Димитриос Танопулос | победа    | 4-3                                         | —             |

После игр оставил карьеру. Окончил Академию физического воспитания и спорта в Бухаресте и стал тренером. До 1989 году был президентом клуба Farul из Констанцы и временно исполнял обязанности президента федерации борьбы Румынии.
В 1989 году начал собственный бизнес, открыв 27 компаний, которые занимались буквально всем: торговлей, сельским хозяйством, общепитом, недвижимостью; даже производством электронной техники. В эти компании широко привлекались средства населения. По некоторым сведениям, реально компании контролировал Вирджил Магуреану (который с 1990 по 1997 год возглавлял Главное разведывательное управление Румынии (англ.). Кроме того, Йон Драйка участвовал в политике, создав крупную молодёжную политическую организацию.
Компании, открытые на имя Йона Драйки и членов его семьи, задолжали государству и частным лицам, включая кредиты и вложенные обычными гражданами средства 364 миллиарда лей. За помощью Йон Драйка обратился в банки, контролируемые цыганской мафией, и предоставил им сфальсифицированные ценные бумаги, ничем не обеспеченные. К 2003 году компании Йона Драйки обанкротились, а сам он был обвинён в уклонении от налогов, мошенничестве, изготовлении и использовании поддельных документов. Был приговорён в 2004 году к трём годам лишения свободы только за мошенничество, но вскоре был помилован президентом Траяном Бэсеску ввиду состояния здоровья.
В 2004 году награждён орденом «За спортивные заслуги» I степени.
На настоящий момент Йон Драйка сохранил рынок и бар в олимпийском клубе Констанцы.